# Murayama Tomiichi
Murayama Tomiichi (村山 富市 (Thôn Sơn Phú Thị) sinh ngày 3 tháng 3 năm 1924) là một chính trị gia người Nhật Bản, từng là Thủ tướng Nhật Bản nhiệm kỳ thứ 81 (từ 1994 đến 1996). Trước đó, ông từng là ủy viên hội đồng thành phố Ōita (tỉnh Ōita) trong 2 nhiệm kỳ, ủy viên hội đồng tỉnh Ōita trong 3 nhiệm kỳ, hạ nghị sĩ 8 nhiệm kỳ, chủ nhiệm ủy ban vật giá của Quốc hội Nhật Bản, chủ tịch đầu tiên của Đảng Dân chủ Xã hội (Nhật Bản). Hiện nay, ông là Chủ tịch Danh dự của Đảng này và là cố vấn của Đại học Meiji.
Murayama Tommichi nổi tiếng vì khi làm Thủ tướng Nhật Bản đã công khai xin lỗi về những tội ác của Đế quốc Nhật Bản trong Chiến tranh thế giới thứ hai.

## Tuổi trẻ và giáo dục

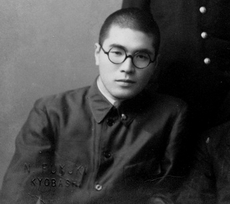
Murayama tuổi thiếu niên khi đang làm việc tại một công ty in ấn.

Murayama sinh ra ở tỉnh Ōita vào ngày 3 tháng 3 năm 1924; cha anh ấy là một ngư dân. Ông là con trai thứ sáu trong số mười một người con. Cha ông qua đời khi anh mười bốn tuổi, buộc ông phải đi giao báo và làm những công việc nhỏ để kiếm sống. Sau khi tốt nghiệp trường trung học thành phố Oita năm 1938, ông chuyển đến Tokyo và bắt đầu làm việc tại một nhà máy in vào ban ngày và học tại Trường Thương mại Thành phố Tokyo vào ban đêm.
Ông vào Đại học Minh Trị năm 1943 với tư cách là sinh viên triết học, nhưng được điều động vào năm 1944 và được phân công làm việc tại xưởng đóng tàu Ishikawajima. Cuối năm đó, ông được biên chế vào Quân đội Hoàng gia và được bổ nhiệm vào Binh đoàn 72 thuộc Lữ đoàn 23 thuộc Sư đoàn 23 với tư cách là binh nhì. Murayama xuất ngũ sau khi Nhật Bản đầu hàng với cấp bậc ứng cử viên sĩ quan, và kết thúc chiến tranh với tư cách là một thiếu sinh quân với cấp bậc trung sĩ. Sau cái chết của Nakasone Yasuhiro vào năm 2019 và Giorgio Napolitano vào năm 2023, Murayama là cựu thủ tướng duy nhất còn sống có nghĩa vụ quân sự liên quan đến chiến tranh. Ông tốt nghiệp Đại học Meiji năm 1946, và năm 1948, ông trở thành tổng thư ký Đoàn Thanh niên Làng chài tỉnh Oita. Sau khi Liên minh Thanh niên Làng Chài giải tán sau khi đạt được những thành công như thành lập hợp tác xã thủy sản, sau đó ông làm thư ký Liên đoàn Lao động Nhân viên Tỉnh Oita.

## Giải thưởng
- Năm 2006, ông được Chính phủ Nhật Bản trao tặng Huân chương Đồng Hoa.
- Năm 2007, ông được Thủ tướng Việt Nam Nguyễn Tấn Dũng thay mặt cho Nhà nước Việt Nam trao tặng Huân chương Hữu nghị.

## Hình ảnh

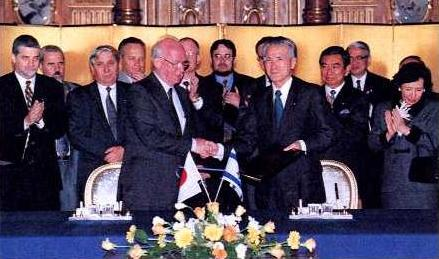
Yitzhak Rabin và Murayama năm 1994.
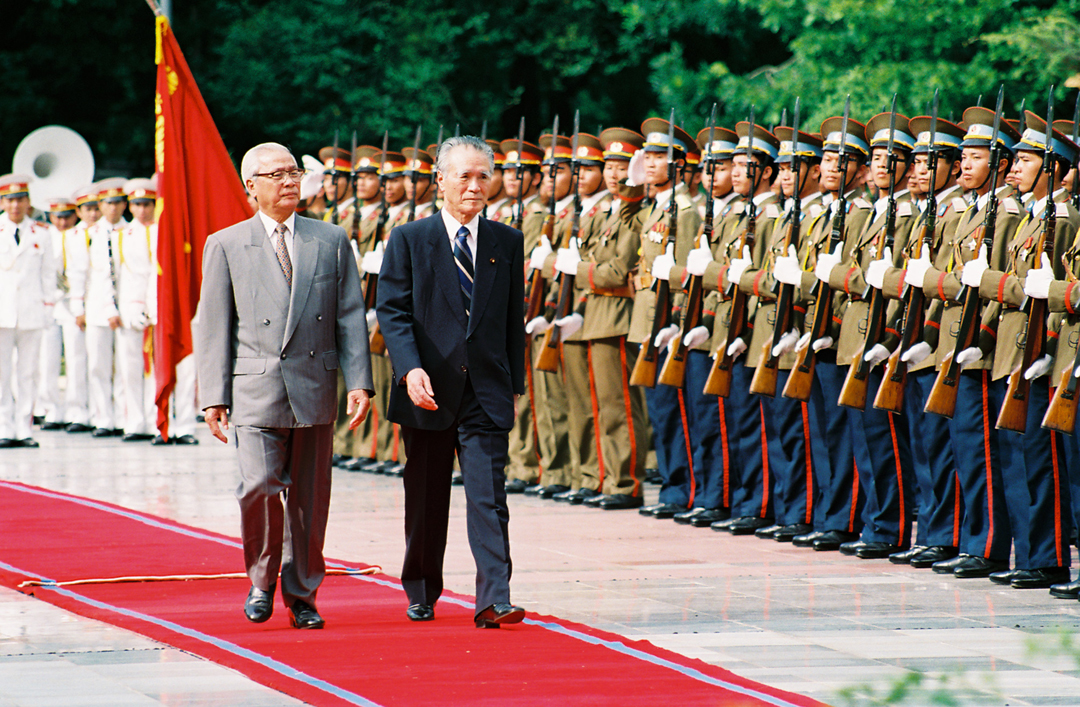
Võ Văn Kiệt và Murayama tại Hà Nội năm 1994.
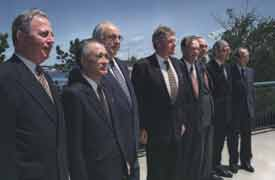
Murayama và các nhà lãnh đạo G7 tại Hội nghị G7 lần thứ 21 ở Nova Scotia, Canada năm 1995.
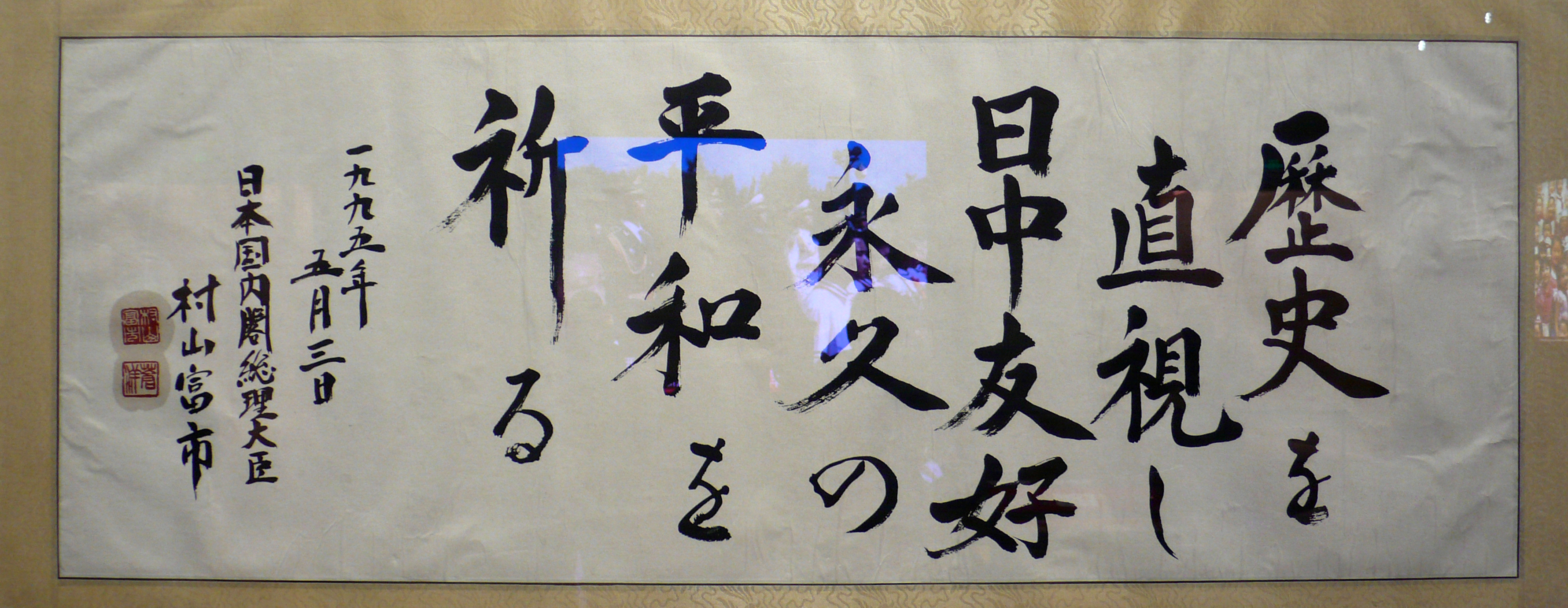
Thư pháp của Murayama tại Đài tưởng niệm chiến tranh chống Nhật của người dân Trung Quốc.
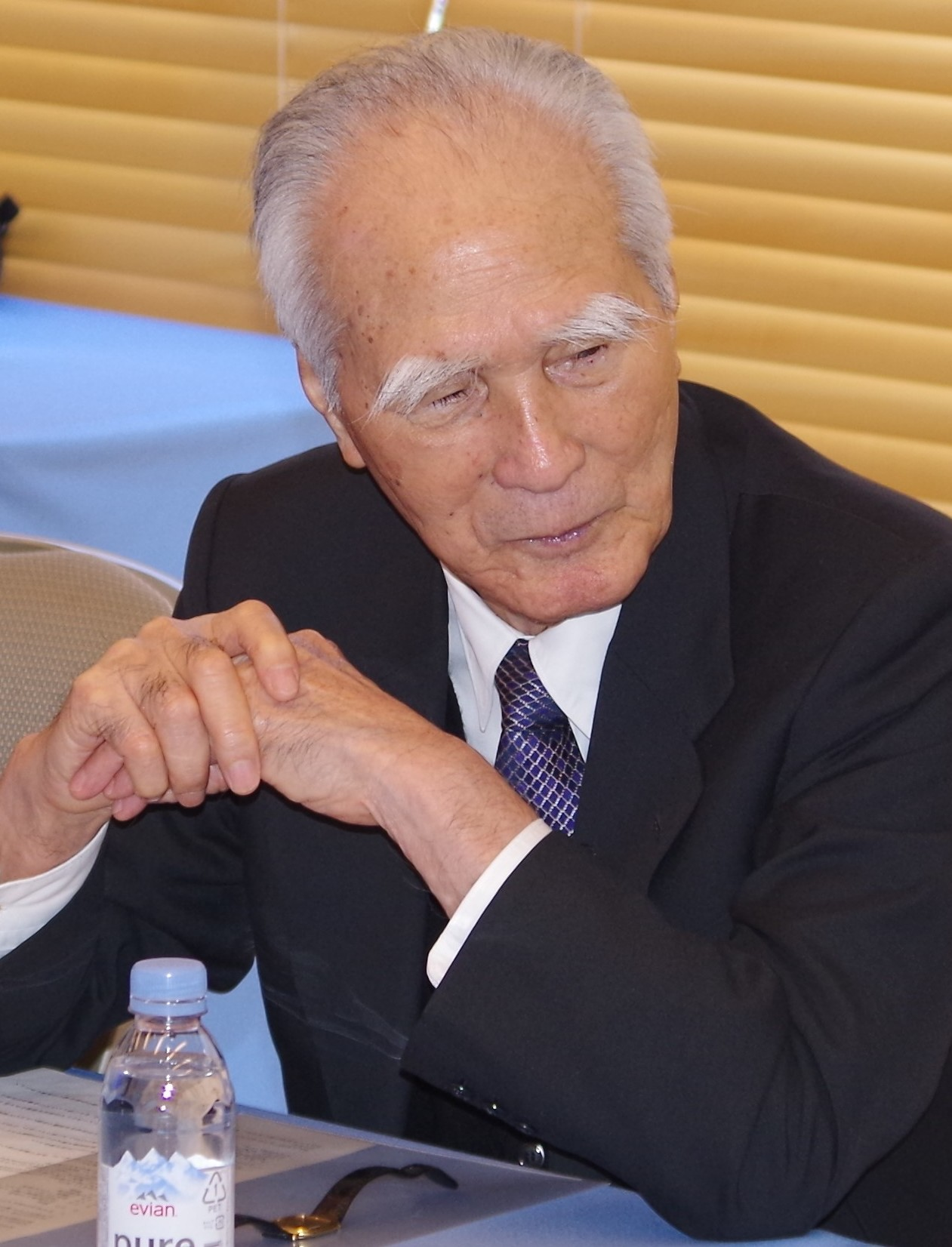
Murayama năm 2015.